# エスカリン
エスカリン（Escaline）または3,5-メトキシ-4-エトキシフェネチルアミンは、フェネチルアミン化合物群の幻覚剤である。エスカリンは、科学文献において、1954年にBeningtonらにより初めて合成され報告されたが、後に、エスカリン、プロスカリン、イソプロスカリンのような一連のメスカリンのアナログを作っていたデヴィッド・E・ニコルズの研究室で再実験された。ヒトにおけるこの物質とメスカリンのアナログの作用については、アレクサンダー・シュルギンの文献が初出である。その著書 PiHKAL でシュルギンは40-60mgの範囲で経口摂取している。作用時間は8から12時間と記されている。
エスカリンは3C-Eのフェネチルアミンの類縁体（アナログ）、およびメスカリンの4-エトキシ類縁体である。

## 法律
2016年1月時点で、スウェーデンでは違法である。